# Iwan Tyminski
Iwan Tyminski (ukr. Іва́н Тимі́нський, ur. 1852, zm. 1902) – ukraiński działacz polityczny i społeczny, publicysta, finansista, jeden z pierwszych ukraińskich działaczy narodowych na Bukowinie.
Przyczynił się w 1884 do parlamentarnego zwycięstwa narodowców nad moskwofilami. W 1885 był współzałożycielem „Narodnego Domu” w Czerniowcach i czasopisma „Bukowyna”. Poseł do Sejmu Krajowego Bukowiny od 1890.
Współpracował z czasopismami „Diło” i „Bukowyna”.

## Literatura
- Енциклопедія українознавства (у 10 томах) / Головний редактор Володимир Кубійович. — Париж, Нью-Йорк: «Молоде Життя», 1954—1989.(укр.)